# Eirene gibbosa
Eirene gibbosa is een hydroïdpoliep uit de familie Eirenidae. De poliep komt uit het geslacht Eirene. Eirene gibbosa werd in 1859 voor het eerst wetenschappelijk beschreven door McCrady. 